# Jumanji: Welcome to the Jungle
Jumanji: Welcome to the Jungle (bra: Jumanji: Bem-Vindo à Selva; prt: Jumanji: Bem-Vindos à Selva) é um filme estadunidense de 2017, dos gêneros aventura, comédia, ação e fantasia, dirigido por Jake Kasdan, com roteiro de Chris McKenna, Erik Sommers, Scott Rosenberg e Jeff Pinkner.
Produzido pela Columbia Pictures, Matt Tolmach Productions, Radar Pictures e Seven Bucks Productions e distribuído pela Sony Pictures Entertainment, esta sequência de Jumanji (1995) é estrelada por Dwayne Johnson, Kevin Hart, Jack Black, Karen Gillan e Nick Jonas.
Conta a história de quatro adolescentes que são sugados para dentro de um jogo eletrônico — no filme anterior era um jogo de tabuleiro — e sendo forçados a assumir seus personagens numa partida cheia de perigos mortais.
A pré-estreia de Jumanji: Welcome to the Jungle ocorreu no Le Grand Rex, em Paris, no dia 5 de dezembro de 2017, sendo lançado nos Estados Unidos em 20 de dezembro de 2017 nos formatos convencional, IMAX e RealD 3D, tendo uma antestreia exclusiva no dia 15 de dezembro de 2017 na Comic Con Portugal. No Brasil, foi lançado em 4 de janeiro de 2018. Recebeu críticas geralmente favoráveis, destacando-se as performances do elenco. O longa-metragem também foi classificado como uma grata surpresa por se tratar de uma sequela que não era esperada pelo público. Tornou-se um sucesso financeiro ao arrecadar mais de US$ 961 milhões mundialmente, contra um orçamento de US$ 90 milhões, sendo o quinto filme mais rentável em 2017, ficando atrás apenas de Star Wars: The Last Jedi, Beauty and the Beast, The Fate of the Furious e Despicable Me 3. No mercado doméstico, Estados Unidos e Canadá, atingiu US$ 404,5 milhões, ocupando a quarta posição entre as maiores bilheterias no ano. Detém a maior arrecadação interna de um título distribuído pela Sony Pictures Entertainment, superando Spider-Man, de 2002, que manteve o posto durante dezesseis anos. É a segunda produção de maior receita da história da Columbia Pictures e Sony, ficando atrás de Skyfall, de 2012. Atualmente, é a 45ª maior bilheteria de todos os tempos.
O sucesso levou a uma continuação, Jumanji: The Next Level, em 2019.

## Elenco

### Principal
- Dwayne Johnson como Dr. Smolder Bravestone
- Alex Wolff como Spencer Gilpin
- Kevin Hart como Franklin "Mouse" Finbar
- Ser'Darius Blain como Anthony "Fridge" Johnson
- Karen Gillan como Ruby Roundhouse
- Morgan Turner como Martha Kaply
- Jack Black como Sheldon "Shelly" Oberon
- Madison Iseman como Bethany Walker
- Nick Jonas como Jefferson "Seaplane" McDonough
- Colin Hanks como Alex Vreeke (adulto)
- Mason Guccione como Alex Vreeke (adolescente)

### Jogo
- Bobby Cannavale como Russel Van Pelt
- Rhys Darby como Nigel

### Realidade
- Marc Evan Jackson como Diretor Bentley.
- Sean Buxton como o pai de Alex.
- Tim Matheson (não creditado) como velho Vreeke, o pai do Alex mais velho.
- Maribeth Monroe como Professora de Bethany
- Missi Pyle como Treinadora Webb, professora de ginástica de Martha
- Kat Altman como Lucinda, amiga de Bethany
- Marin Hinkle como a mãe de Spencer
- Tracey Bonner como mãe de Fridge
- Natasha Charles Parker como a mãe de Bethany

## Recepção

### Bilheteria
Jumanji: Welcome to the Jungle arrecadou US$ 404,6 milhões nos Estados Unidos e Canadá e US$ 557,6 milhões em outros países, totalizando mundialmente US$ 962,5 milhões. Em 10 de abril de 2018, o filme ultrapassou o Homem-Aranha (US$ 403,7 milhões), tornando-se o filme de maior bilheteria da Sony Pictures no mercado interno. No entanto, em 25 de dezembro de 2021, Spider-Man: No Way Home ultrapassou o filme em $ 405 milhões para se tornar o filme de maior bilheteria da Sony no mercado interno. A Deadline Hollywood calculou seu lucro líquido em $ 305,7 milhões considerando todas as despesas e receitas, tornando-o o quarto filme mais lucrativo de 2017.
Jumanji: Welcome to the Jungle terminou 2017 como o quinto filme de maior bilheteria do ano em todo o mundo, bem como o quarto filme de maior bilheteria de 2017 nos Estados Unidos e Canadá. 

### Resposta da crítica
No Rotten Tomatoes, o filme detém uma taxa de aprovação de 76% com base em 240 críticas e uma classificação média de 6,2/10. O consenso crítico do site diz: "Jumanji: Welcome to the Jungle usa um elenco encantador e um toque humorístico para oferecer uma atualização pouco exigente, mas solidamente divertida, de seu material original."

## Legado

### Videogames
Um jogo para celular intitulado Jumanji: The Mobile Game, desenvolvido pela Idiocracy Games e publicado pela NHN Entertainment , foi lançado para Android e iOS em 14 de dezembro de 2017. O jogo foi removido do Google Play e da App Store em 2 de maio de 2018, e seu serviço terminou em 24 de maio.
Uma experiência de realidade virtual intitulada Jumanji: The VR Adventure, desenvolvida pela MWM Immersive e publicada pela Sony Pictures Virtual Reality, foi lançada no Steam para HTC Vive em 17 de janeiro de 2018. Embora tenha sido anunciado que a experiência seria lançada em Oculus Rift e PlayStation VR, os lançamentos foram cancelados, já que o jogo foi duramente criticado por seus gráficos e desempenho de hardware ruins. Foi retirado do Steam em 9 de fevereiro de 2018.
Um videogame intitulado Jumanji: The Video Game, desenvolvido pela Funsolve e lançado pela Outright Games, foi lançado em 8 de novembro de 2019 para PlayStation 4, Xbox One, Nintendo Switch e Microsoft Windows. É baseado nesse filme e em sua continuação.

### Sequência
Dwayne Johnson, Jack Black e Nick Jonas discutiram o enredo do próximo filme de Jumanji em entrevistas, incluindo a possibilidade da sequência explorar as origens do jogo. De acordo com Karen Gillan, o final alternativo de Jumanji: Welcome to the Jungle teria deixado a porta aberta para um novo filme. Kasdan voltou a dirigir a sequência, com Rosenberg e Pinkner novamente escrevendo o roteiro e Johnson, Hart, Black, Gillan e Jonas reprisando seus papéis. As filmagens começaram em janeiro de 2019. O filme foi lançado em 13 de dezembro de 2019. Awkwafina, Danny DeVito e Danny Glover se juntaram ao elenco para a continuação. 